# XXIX Festival del Huaso de Olmué
El XXIX Festival del Huaso de Olmué, también conocido como Olmué 1998, se realizó los días 23, 24 y 25 de enero de 1998. Por primera vez, el certamen fue transmitido y producido por Canal 13 en solitario, marcando un nuevo hito en la historia del evento. La animación estuvo a cargo de Juan La Rivera, quien retornó al Patagual tras haber conducido previamente la edición de 1993. En esta versión, la programación artística tuvo un marcado acento folclórico, con presentaciones de destacados exponentes nacionales como Los Jaivas, Illapu y Los Hermanos Campos, entre otros. Uno de los momentos más relevantes fue la actuación Los Chalchaleros, que entregó un especial toque internacional al festival con folclor argentino.

## Artistas

### Musicales
- Eduardo Gatti
- Cecilia Echeñique
- Horacio Durán
- Jaime Torres
- Los Hermanos Campos
- Tito Fernández "El Temucano"
- Los Jaivas
- La Sonora de Tommy Rey
- Douglas[1]
- Los Hermanos Bustos
- Illapu
- Hermanos Zabaleta
- Jorge Yáñez
- Los Grillitos de Graneros
- Amaya Forch
- Los Chalchaleros

### Humor
- Los Indolatinos
- Los Multifacéticos
- Álvaro Salas

## Competencia
La competencia tuvo 10 canciones en competencia, que dividieron sus presentaciones en bloques en cada jornada.
| Título                         | Intérprete(s)                      | Autor(a)                | Lugar     |
| ------------------------------ | ---------------------------------- | ----------------------- | --------- |
| "Ayer cuando me dijeras"       | Marcela Moreira y el grupo El Arca | José Cornejo Aliaga     | Ganador   |
| "Mercedita chamantera"         | Lafquén                            | José Arturo Chávez      | 2.° Lugar |
| "Tonadita Con-Jugada"          | Los Mensajeros                     | Ruperto Fonfach         | 3.° Lugar |
| "Una gavilla de besos"         | Chacareros de Paine                | Antonio Cerpa           | Eliminado |
| "Abuelo carnavalón"            | El Cabildo                         | Agustín Moncada         | Eliminado |
| "De esta fría historia"        | Grupo Kal                          | Agustín Moncada         | Eliminado |
| "El vals de la arrepentida"    | Mariela González                   | Mariela González        | Eliminado |
| "Patagonia en fiesta"          | Conjunto Villa San José            | Conjunto Villa San José | Eliminado |
| "Del sur de la patria"         | Voces de Aysén                     | José Arturo Chávez      | Eliminado |
| "La luz de tu canto me cuenta" | Titín Molina y Las Aucas           | Ricardo Buono-Core      | Eliminado |

### Jurado
- Víctor Ibarra
- Vicente Bianchi[6]
- Miguel Gutiérrez
- René Inostroza
- Manuel Hernández
- Luciano Cruz-Coke
- Amaya Forch[7]

## Trivia
La competencia folclórica de la edición 1998 estuvo marcada por la polémica. El primer lugar fue otorgado a la canción «Ayer cuando me dijeras», interpretada por Marcela Moreira y el grupo El Arca, con autoría de José Cornejo Aliaga. Sin embargo, parte del público manifestó su descontento durante la premiación, ya que su favorita era «Mercedita chamantera», interpretada por Lafquén y compuesta por José Chávez, la cual obtuvo el segundo lugar. El malestar fue tal que la presentación final de los ganadores se realizó entre pifias. Frente a las críticas, Marcela Moreira señaló: "El público está acostumbrado a las cosas tradicionales y nosotros trajimos algo de modernidad (...) Somos jóvenes y tratamos de atraer el folclor hacia la juventud" A pesar de sus declaraciones, sectores más tradicionalistas del folclor expresaron su desacuerdo con la decisión del jurado.